# Transistor a singolo elettrone

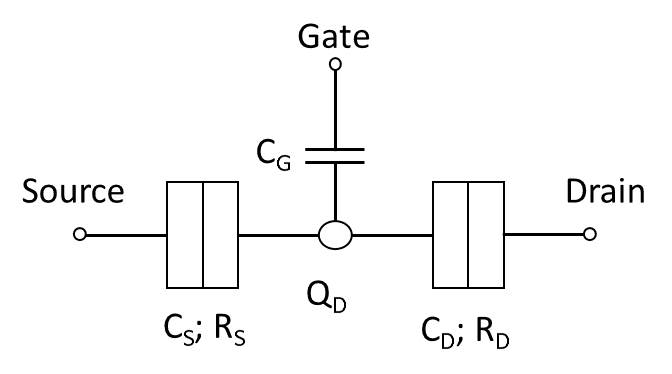
Schema basilare di un SET, comprensivo dei vari parametri che descrivono il dispositivo.

Un transistor a singolo elettrone (Single Electron Transistor – SET) è un dispositivo elettronico basato sull’effetto di bloccaggio coulombiano (Coulomb blockade, in inglese). In tale dispositivo, gli elettroni scorrono dai contatti di source e drain in un quantum dot (un punto quantico, un sistema confinato quantisticamente in tutte e tre le dimensioni spaziali) attraverso giunzioni tunnel. Il potenziale elettrico del punto quantico, o “isola” di elettroni, può essere manipolato da un terzo elettrodo, il gate, accoppiato capacitivamente all’isola stessa. Fig. 1 mostra uno schema basilare di un SET, in cui l’isola, controllata dall’elettrodo di gate tramite il condensatore CG, è accoppiato ai contatti di source e drain tramite giunzioni tunnel modellizzate come un parallelo di una resistenza (RD o RS) e un condensatore (CD o CS).

## Storia
Quando David Thouless osservò nel 1977 che la dimensione di un conduttore, se sufficientemente piccolo, avrebbe potuto influire sulle sue proprietà elettroniche, diede inizio ad un nuovo campo della fisica della materia. La ricerca che seguì negli anni '80 è nota come fisica mesoscopica, e riguarda sistemi dalla dimensione caratteristica inferiore al micron. È stato il punto di partenza per i transistor a singolo elettrone.
Il primo transistor a singolo elettrone basato sul fenomeno del bloccaggio Coulombiano è stato riportato nel 1986 dagli scienziati sovietici K. K. Likharev e D. V. Averin. Un paio di anni dopo, T. Fulton e G. Dolan ai Bell Labs negli Stati Uniti fabbricarono e dimostrarono il funzionamento di un tale dispositivo. Nel 1992 Marc A. Kastner dimostrò l'importanza dei livelli energetici del quantum dot. Verso la fine degli anni '90 e l'inizio degli anni 2000 gli scienziati russi S. P. Gubin, V. V Kolesov, E. S. Soldatov, A. S. Trifonov, V. V. Khanin, G. B. Khomutov e S. A. Yakovenko furono i primi a realizzare un SET basato su una molecola funzionante a temperatura ambiente.

## Rilevanza
La sempre maggiore importanza dell’Internet delle cose e di applicazioni relative all'assistenza sanitaria rendono di rilevanza fondamentale il parametro del consumo d’energia nei dispositivi elettronici, tanto che una delle maggiori tematiche di ricerca nell’ambito dell’elettronica a livello mondiale è rappresentata dallo studio di dispositivi con consumo ultra-basso (ultra-low-power). Il gran numero di piccoli computer e dispositivi elettronici diffusi e utilizzati quotidianamente (telefoni cellulari e dispositivi domotici, ad esempio) necessita di una quantità significativa di energia per funzionare. In questo scenario, il SET figura come un candidato adatto per raggiungere bassi consumi, ma allo stesso tempo un elevato livello di integrazione.
Alcuni esempi di campi di applicazione: elettrometri super-sensibili, spettroscopia di singoli elettroni, definizione di standard per la misura di corrente DC, definizione di standard per misure di temperatura, rivelazione di radiazione infrarossa, dispositivi logici basati su livelli di tensione o di carica, o su SET programmabili.

## Il Dispositivo

### Principio di Funzionamento

Schema di un transistor a singolo elettrone.

Così come il FET (transistor a effetto di campo, in inglese field-effect transistor), il SET ha tre elettrodi, in gergo: source, drain e gate (i termini inglesi sono diventati ormai termini tecnici anche nella lingua italiana). La maggiore differenza tecnologica tra SET e FET è il concetto stesso del canale attraverso cui passa la corrente elettrica. Mentre in un FET il canale passa da isolante a conduttivo all'applicare una tensione di gate, nel SET il canale è sempre isolante. Gli elettrodi di source e drain sono accoppiati attraverso due giunzioni tunnel, separate da un quantum dot (QD) metallico o semiconduttore, definito spesso anche come "isola". Il potenziale elettrico del QD può essere variato attravaerso l'elettrodo di gate, cui è accoppiato capacitivamente. Applicando un'opportuna tensione è possibile cambiare lo stato del QD da bloccato a non bloccato, permettendo il tunneling di elettroni dal e al QD. Questo fenomeno è generalmente noto come bloccaggio Coulombiano.
Applicando una tensione {\displaystyle V_{SD}} tra drain e source, si sviluppa una corrente {\displaystyle I} definita dalla legge di Ohm, {\displaystyle I={\frac {V_{SD}}{R}}}. In tale espressione la resistenza {\displaystyle R} è definita dagli effetti di tunneling relativi allo spostamento di elettroni dal source al QD e dal QD al drain. La tensione {\displaystyle V_{G}} controlla la resistenza del quantum dot, che a sua volta determina la corrente. Il risultato complessivo è del tutto analogo a quanto avviene in un FET, tuttavia passando da scale di lunghezza macroscopiche alla nanoscala, entrano in gioco effetti quantistici.

Da sinistra a destra: livelli di energia di source, isola e drain in un transistor a singolo elettrone nello stato bloccato (riquadro superiore) e nello stato non bloccato (riquadro inferiore).

Facciamo riferimento alla figura a lato. Quando il QD si trova nello stato bloccato, tutti i livelli di energia più bassi di quelli di source e drain sono occupati e nessuno dei livelli di energia non occupati si trova ad energia accessibile da parte degli elettroni provenienti dal source (punto rosso). Quando un elettrone proveniente dal source (punto verde 1.) effettua tunneling sul QD nello stato non bloccato (2.), riempirà il livello di energia vuoto più basso, che alzerà la barriera di energia del QD, portandolo fuori dalla distanza di tunneling un'altra volta. L'elettrone continuerà a effettuare tunneling attraverso la seconda giunzione tunnel (3.), dopodiché subisce fenomeni di scattering inelastico e raggiunge il livello di Fermi dell'elettrodo di drain (4.).
I livelli di energia del QD sono spaziati uniformemente di una quantità {\displaystyle \Delta E}. Ciò origina una capacità {\displaystyle C} propria dell'isola definita come {\displaystyle C={\frac {e^{2}}{\Delta E}}}. Per ottenere il regime di bloccaggio Coulombiano devono essere soddisfatti tre criteri:
1. La tensione di bias deve essere inferiore alla carica elementare divisa per la capacità dell'isola: {\displaystyle V_{bias}<{\frac {e}{C}}}
2. L'energia termica al contatto di source e l'energia termica del quantum dot, ovvero {\displaystyle k_{B}T}, devono essere inferiori all'energia di caricamento: {\displaystyle k_{B}T\ll {\frac {e^{2}}{2C}}}, altrimenti entrerebbero in gioco fenomeni di eccitazione termica.
3. La resistenza di tunneling, {\displaystyle R_{T}}, deve essere maggiore della quantità {\displaystyle {\frac {h}{2\pi e^{2}}}}({\displaystyle {\frac {h}{e^{2}}}} è chiamata anche costante di von Klitzing), derivata dal principio di indeterminazione di Heisenberg:[11] la condizione si ricava dal principio di indeterminazione ponendo {\displaystyle \Delta E={\frac {e^{2}}{2C}}} (relazione che si può ricavare dall'energia immagazzinata in un condensatore) e {\displaystyle \Delta t=R_{T}C} (relazione che si ricava in base alle costanti di tempo in un circuito RC). Si ottiene quindi: {\displaystyle \Delta E\Delta t=\left({\frac {e^{2}}{2C}}\right)(R_{T}C)\geq ({\frac {\hbar }{2}})}, dove {\displaystyle (R_{T}C)} è in realtà il tempo di tunneling {\displaystyle \tau } ed è mostrato nella figura schematica dei componenti elettrici interni al SET come {\displaystyle C_{S}R_{S}} e {\displaystyle C_{D}R_{D}}. Il tempo {\displaystyle \tau } di tunneling elettronico attraverso la barriera si assume come trascurabile rispetto alle altre scale temporali. Tale assunzione è valida per le barriere tunnel dei transistor a singolo elettrone di interesse pratico, dove {\displaystyle \tau \approx 10^{-15}s}.Se la resistenza di tutte le barriere tunnel del sistema è molto maggiore del quanto di resistenza, {\displaystyle R_{t}={\frac {h}{2\pi e^{2}}}}, è sufficiente a confinare gli elettroni nell'isola, e risulta corretto ignorare fenomeni quantistici coerenti quali eventi di tunneling simultaneo (co-tunneling).

### Teoria
Indichiamo con {\displaystyle q_{0}} la carica di background del dielettrico che circonda il QD, con {\displaystyle n} il numero totale di elettroni e con {\displaystyle n_{S}} e {\displaystyle n_{D}} il numero di elettroni che effettuano tunneling attraverso le due giunzioni tunnel. Le corrispondenti cariche elettriche alle giunzioni tunnel possono essere scritte come:
{\displaystyle q_{S}=C_{S}V_{S}},
{\displaystyle q_{D}=C_{D}V_{D}},
{\displaystyle q=q_{D}-q_{S}+q_{0}=-ne+q_{0}},
dove {\displaystyle C_{S}} e {\displaystyle C_{D}} sono le capacità delle due giunzioni tunnel. Data la tensione di bias {\displaystyle V_{bias}=V_{S}+V_{D}}, si possono risolvere le cadute di tensione alle due giunzioni tunnel:
{\displaystyle V_{S}={\frac {C_{D}V_{bias}+ne-q_{0}}{C_{S}+C_{D}}}},
{\displaystyle V_{D}={\frac {C_{S}V_{bias}-ne+q_{0}}{C_{S}+C_{D}}}}.
L'energia elettrostatica di una giunzione tunnel connessa da ambo i lati (come quella mostrata nello schema) sarà:
{\displaystyle E_{C}={\frac {q_{S}^{2}}{2C_{S}}}+{\frac {q_{D}^{2}}{2C_{D}}}={\frac {C_{S}C_{D}V_{bias}^{2}+(ne-q_{0})^{2}}{C_{S}+C_{D}}}}.
Il lavoro necessario per effettuare i due fenomeni di tunneling sarà:
{\displaystyle W_{S}={\frac {n_{S}eV_{bias}C_{D}}{C_{S}+C_{D}}}},
{\displaystyle W_{D}={\frac {n_{D}eV_{bias}C_{S}}{C_{S}+C_{D}}}}.
Dalla definizione standard di energia libera:
{\displaystyle F=E_{tot}-W},
dove {\displaystyle E_{tot}=\Delta E_{F}+E_{N}}, l'energia libera di un SET risulta:
{\displaystyle F(n,n_{S},n_{D})=E_{C}-W={\frac {1}{C_{S}+C_{D}}}\left({\frac {1}{2}}C_{S}C_{D}V_{bias}^{2}+(ne-q_{0})^{2}+eV_{bias}C_{S}n_{D}+C_{D}n_{S}\right)}.
PEr effettuare ulteriori considerazioni è necessario conoscere la variazione di energia libera allo zero assoluto per entrambe le giunzioni tunnel:
{\displaystyle \Delta F_{S}^{\pm }=F(n\pm 1,n_{S}\pm 1,n_{D})-F(n,n_{S},n_{D})={\frac {e}{C_{S}+C_{D}}}\left({\frac {e}{2}}\pm (V_{bias}C_{D}+ne-q_{0})\right)},
{\displaystyle \Delta F_{D}^{\pm }=F(n\pm 1,n_{S},n_{D}\pm 1)-F(n,n_{S},n_{D})={\frac {e}{C_{S}+C_{D}}}\left({\frac {e}{2}}\pm (V_{bias}C_{S}+ne-q_{0})\right)}.
La probabilità di un fenomeno di tunneling sarà alta quando la variazione di energia libera sarà negativa. Le espressioni di cui sopra determinano un valore positivo di {\displaystyle \Delta F} finché la tensione applicata {\displaystyle V_{bias}} non eccede un valore di soglia {\displaystyle V_{th}} che dipende dalla più piccola capacità del sistema. In generale, per un QD non caricato elettricamente ({\displaystyle n=0} e {\displaystyle q_{0}=0}) per transizioni simmetriche ({\displaystyle C_{S}=C_{D}=C}), risulta la condizione:
{\displaystyle V_{th}=|V_{bias}|\geq {\frac {e}{2C}}},
(ovvero la tensione di soglia è ridotta di un fattore due rispetto ad una singola transizione di tunnel).
Quando la tensione applicata è nulla, il livello di Fermi agli elettrodi metallici si troverò all'interno del gap di energia. Quando la tensione sale fino al valore di soglia, avverrà tunneling da sinistra a destra, e quando la tensione inversa eccede la tensione di soglia, avverrà tunneling da destra a sinistra.
L'esistenza di bloccaggio coulombiano è chiaramente visibile nella caratteristica tensione-corrente di un SET (un grafico che mostra come la corrente di drain dipende dalla tensione di gate). A bassi valori della tensione di gate (in modulo), la corrente di drain sarà zero. All'aumentare della tensione di gate al di sopra della tensione di soglia, le transizioni tunnel si comportano come resistenze ohmiche (entrambe le transizioni hanno la medesima permeabilità) e la corrente sale linearmente. La carica di background del dielettrico può non solo ridurre, ma anche bloccare il bloccaggio coulombiano.
Nel caso in cui la permeabilità delle barriere tunnel sia molto diversa ({\displaystyle R_{T1}\gg R_{T2}=R_{T}}), si ottiene una caratteristica del SET a gradino. Un elettrone effettua tunneling sull'isola attraverso la prima transizione e vi rimane, a causa dell'alta resistenza di tunneling della seconda transizione. Dopo un certo periodo di tempo, l'elettrone effettua tunneling attraverso la seconda transizione, tuttavia questo processo causa il tunneling di un secondo elettrone sull'isola attraverso la prima transizione. Di conseguenza per la maggior parte del tempo l'isola risulta caricata elettricamente di una carica. Nel caso di una dipendenza inversa della permeabilità ({\displaystyle R_{T1}\ll R_{T2}=R_{T}}), l'isola non sarà popolata da elettroni e il suo valore di carica si ridurrà a gradini, in modo quantizzato.
Solo a questo punto possiamo capire il principio di funzionamento di un SET. Il suo circuito equivalente può essere rappresentato come due giunzioni tunnel connesse in serie tramite un QD, con un ulteriore elettrodo di controllo (gate) connesso perpendicolarmente alle giunzioni tunnel. L'elettrodo di gate è connesso all'isola attraverso la capacità {\displaystyle C_{G}}. L'elettrodo di gate può cambiare la carica di background del dielettrico, siccome il gate realizza una polarizzazione aggiuntiva dell'isola in modo che la carica dell'isola risulti pari a
{\displaystyle q=-ne+q_{0}+C_{G}(V_{G}-V_{2})}.
Sostituendo questo valore nelle espressioni ricavate precedentemente, troviamo nuove espressioni dei valori alle transizioni:
{\displaystyle V_{S}={\frac {(C_{D}+C_{G})V_{bias}-C_{G}V_{G}+ne-q_{0}}{C_{S}+C_{D}}}},
{\displaystyle V_{D}={\frac {C_{S}V_{bias}+C_{G}V_{G}-ne+q_{0}}{C_{S}+C_{D}}}}.
L'energia elettrostatica dovrebbe includere l'energia immagazzinata nella capacità di gate, e il lavoro fatto dalla tensione di gate deve essere preso in considerazione nell'espressione dell'energia libera:
{\displaystyle \Delta F_{S}^{\pm }={\frac {e}{C_{S}+C_{D}}}\left({\frac {e}{2}}\pm V_{bias}(C_{D}+C_{G})-V_{G}C_{G}+ne+q_{0}\right)},
{\displaystyle \Delta F_{D}^{\pm }={\frac {e}{C_{S}+C_{D}}}\left({\frac {e}{2}}\pm V_{bias}C_{S}-V_{G}C_{G}+ne+q_{0}\right)}.
A temperatura nulla, solo le transizioni con energia libera negativa saranno permesse: {\displaystyle \Delta F_{S}<0} o {\displaystyle \Delta F_{D}<0}. Tali condizioni possono essere usate per trovare le zone di stabilità nel piano {\displaystyle V_{bias}-V_{G}}.
Aumentando la tensione all'elettrodo di gate, quando la tensione di bias è mantenuta al di sotto della tensione di bloccaggio Coulombiano (cioè {\displaystyle V_{bias}<{\frac {e}{C_{S}+C_{D}}}}), la corrente in uscita dal drain oscillerà con un periodo {\displaystyle {\frac {e}{C_{S}+C_{D}}}}. Le oscillazioni in due giunzioni connesse in serie hanno una periodicità nella tensione di controllo di gate. L'allargamento termico delle oscillazioni aumenta all'aumentare della temperatura.

### Dipendenza dalla temperatura

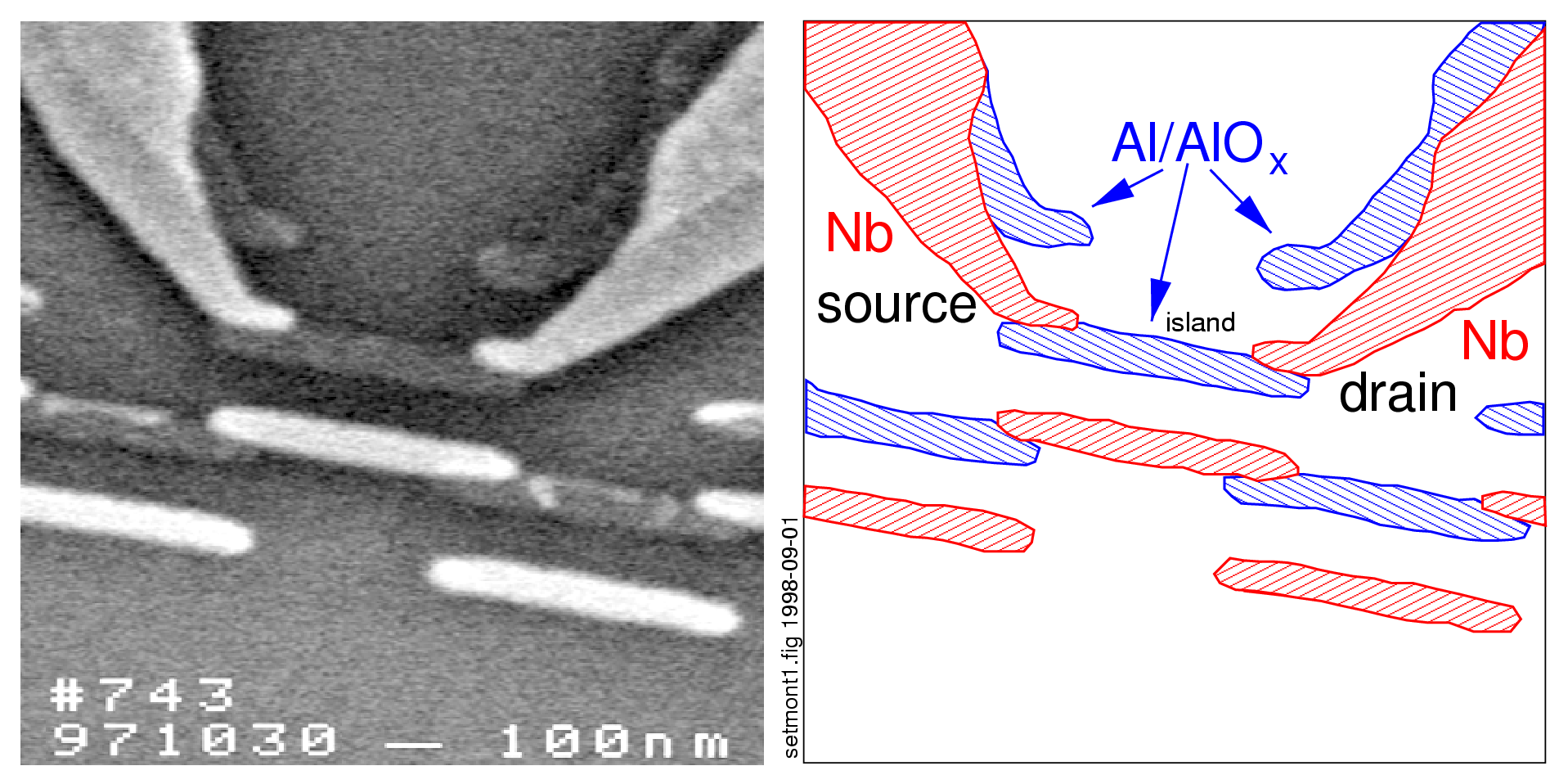
Un transistor a singolo elettrone con contatti di niobio e isola di alluminio.

Sono stati testati molti materiale per la realizzazione di transistor a singolo elettrone. Tuttavia, la temperatura è un fattore molto importante che ne limita l'implementazione nei dispositivi elettronici. La maggior parte dei SET metallici funziona solo a temperature estremamente basse.
Come già menzionato in precedenza, l'energia elettrostatica deve essere maggiore di {\displaystyle k_{B}T} per evitare che le fluttuazioni termiche abbiano effetto sul bloccaggio coulombiano. Ciò a sua volta implica che la massima capacità permessa per l'isola è inversamente proporzionale alla temperatura, e deve risultare inferiore a 1 aF per consentire il funzionamento a temperatura ambiente.
Il valore di capacità dell'isola è funzione della dimensione del QD, e un QD con diametro inferiore a 10 nm è preferibile nell'ottica della realizzazione di dispositivi funzionanti a temperatura ambiente. Ovviamente ciò impatta pesantemente sui vincoli di manifatturabilità dei circuiti integrati a causa di problemi di riproducibilità.
Compatibilità CMOS

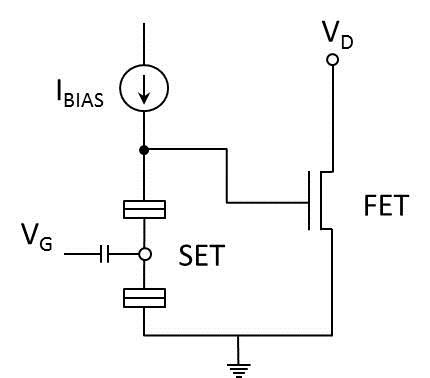
Circuito ibrido SET-FET.

Il livello di corrente di un SET può essere amplificato in modo da essere compatibile con la tecnologia CMOS generando un dispositivo ibrido SET-FET.
Il progetto IONS4SET, finanziato nel 2016 dall'unione europea (#688072), si occupa di ricerca nell'ambito della realizzazione di SET funzionanti a temperatura ambiente. Il maggiore obiettivo di tale progetto è la progettazione di un flusso di processo per la manifattura di SET per operazioni su larga scala cercando di estendere l'uso di architetture ibride SET-CMOS. Per garantire il funzionamento a temperatura ambiente, singoli QD di diametro inferiore a 5 nm devono essere realizzati e posti tra source e drain con distanze di tunnel di pochi nm. Finora, non era presente alcun processo attendibile per la preparazione di circuiti SET-FET operativi a temperatura ambiente. In questo contesto il progetto europeo esplora un modo più fattibile per preparare circuiti SET-FET utilizzando nano-pilastri del diametro di circa 10 nm.